# Espaço Político-Cultural Gustavo Capanema

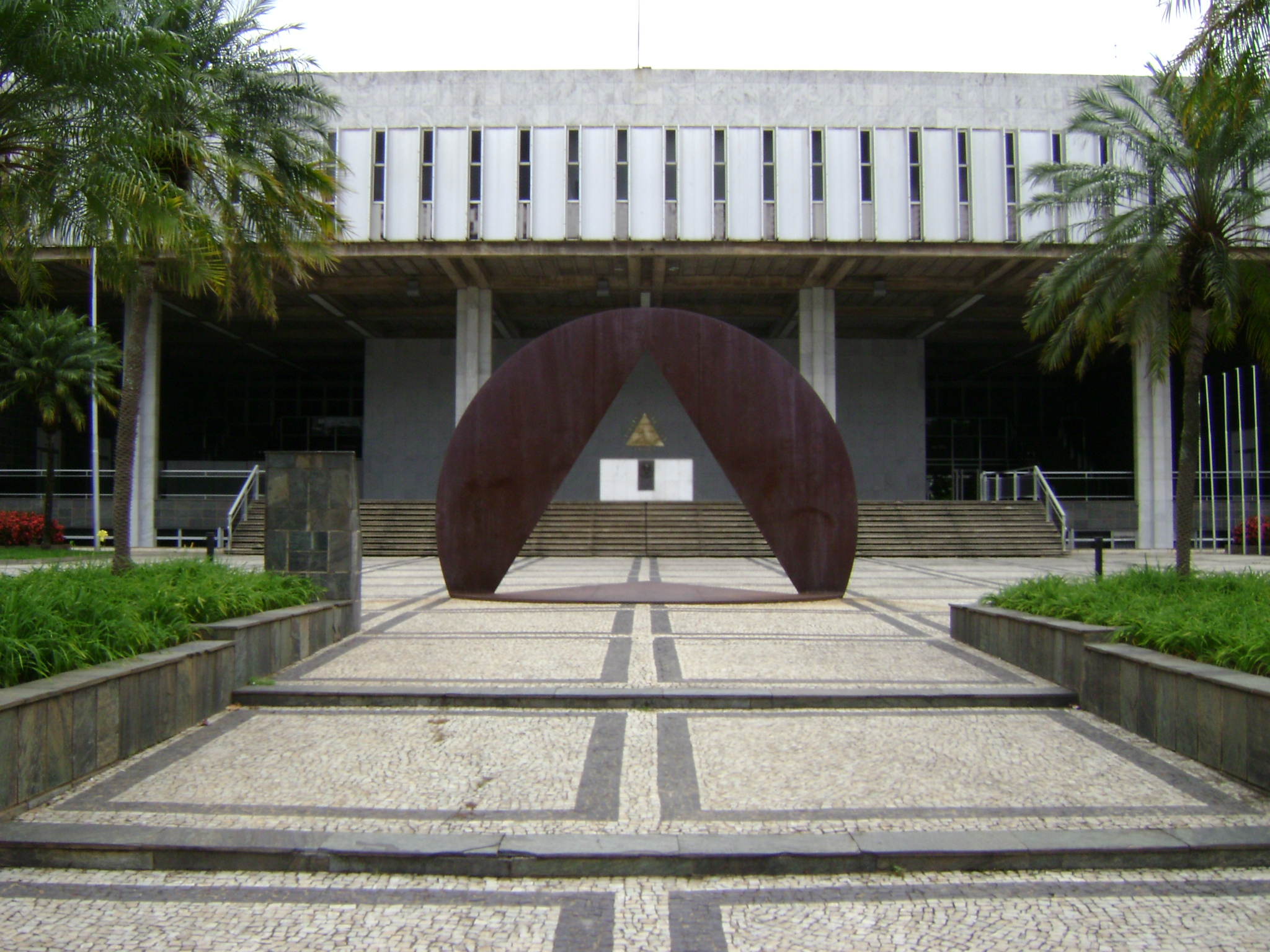
Palácio da Inconfidência, Belo Horizonte,

O Espaço Político-Cultural Gustavo Capanema (EPC) foi criado em 17 de agosto de 1992 na Assembleia Legislativa do Estado de Minas Gerais. É formado por uma galeria de arte, um teatro e pelo Espaço Democrático José Aparecido de Oliveira, da qual faz parte a Tribuna Popular.

## Programação
O EPC possui programação dinâmica durante todo o ano.
A Galeria de Arte é ocupada por exposições de artes plásticas e artesanato. Sua ocupação se dá através de concorrência pública realizada anualmente.
O EPC funciona no Palácio da Inconfidência, edifício sede do Poder Legislativo de Minas Gerais tombado pelo patrimônio histórico e cultural de Belo Horizonte.